# Horsviks naturreservat
Horsviks naturreservat är ett kommunalt naturreservat beläget vid kusten cirka 25 kilometer öster om Nyköping.
Horsvik är ett väl bevarat skärgårdshemman med en intakt gårdsstruktur. Naturreservatet är rikt på växt- och djurarter som återfinns i äldre kulturlandskap och därför ett viktigt område att bevara för den biologiska mångfalden.
Horsviks naturreservat bildades i september 2020.

## Bilder

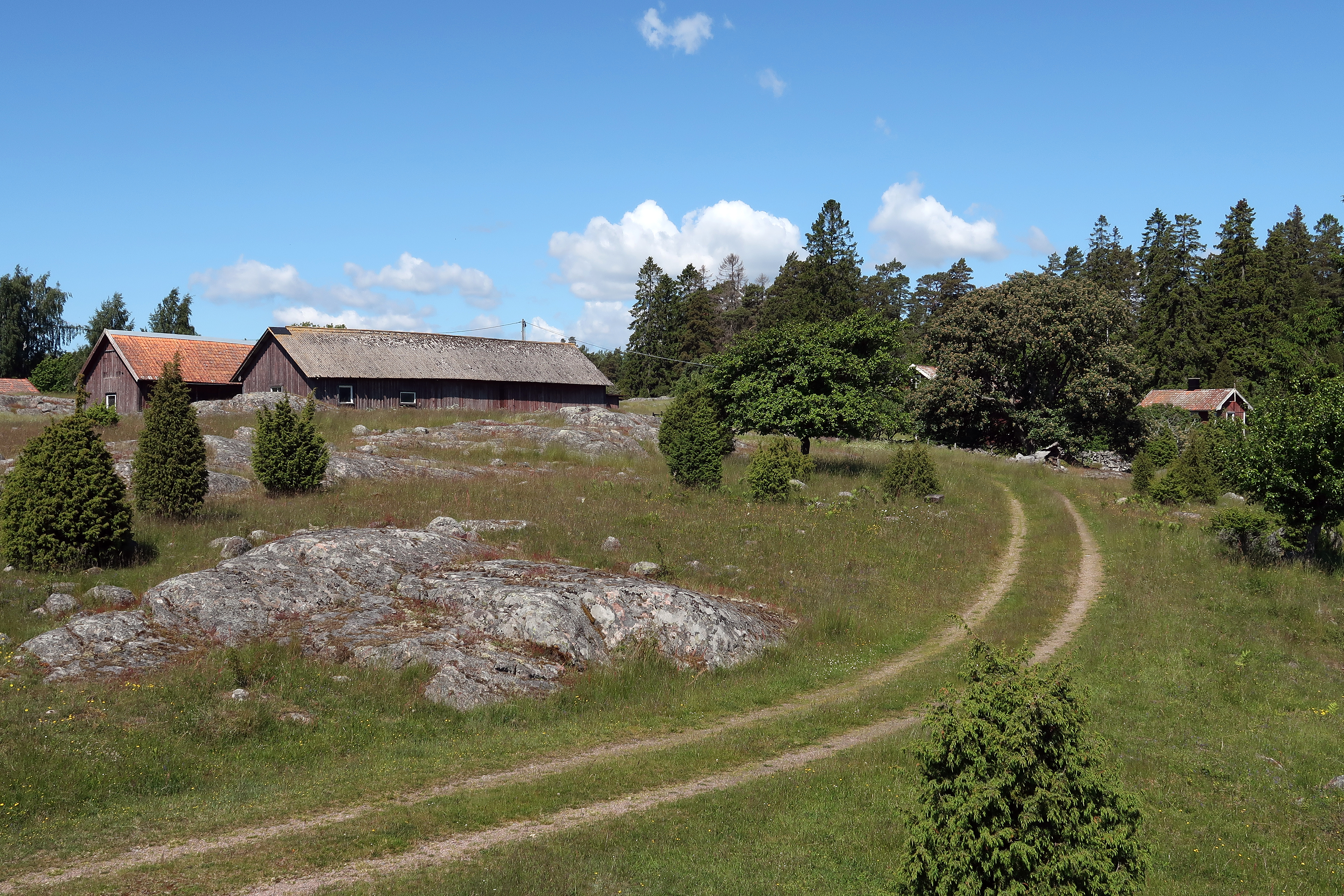
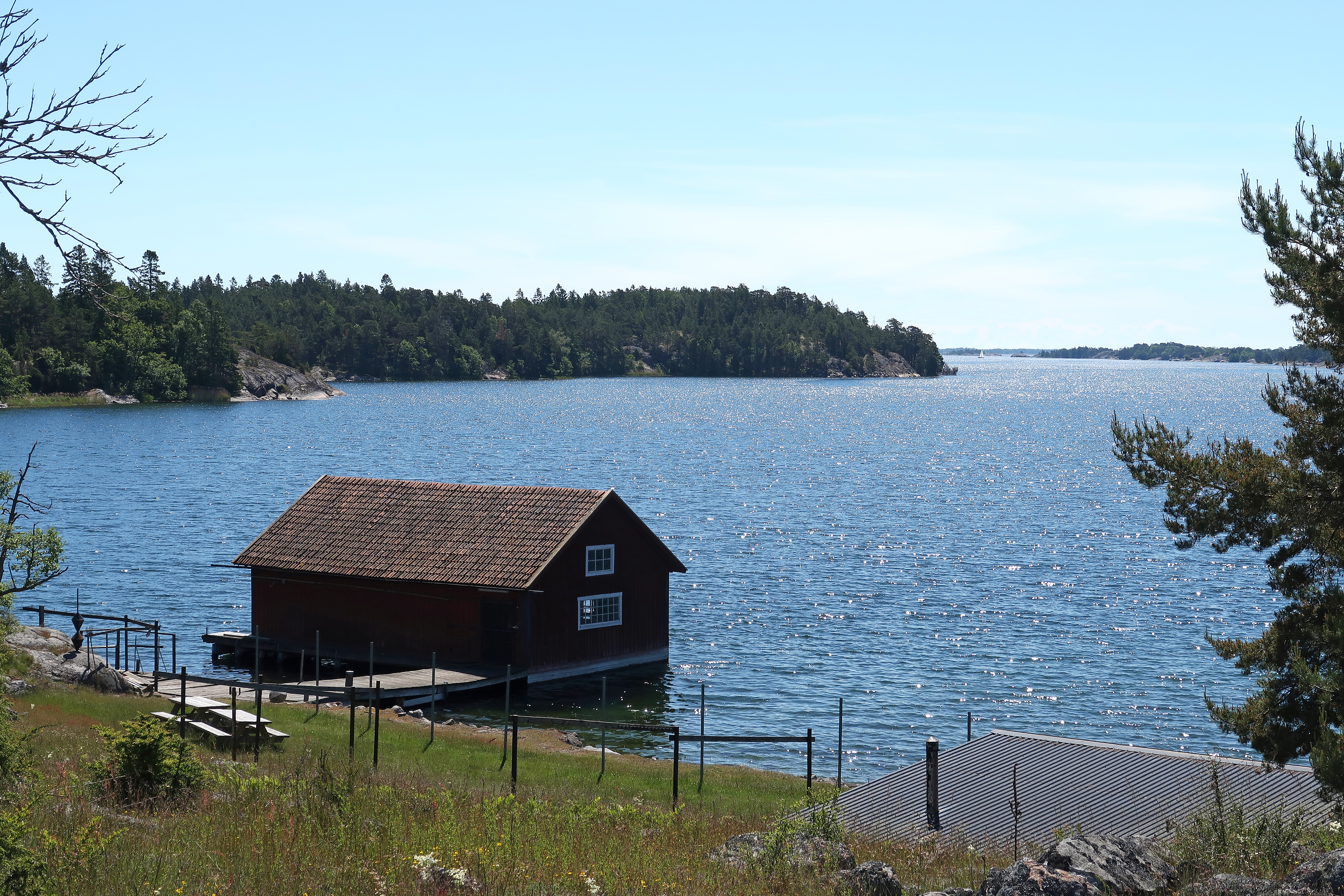
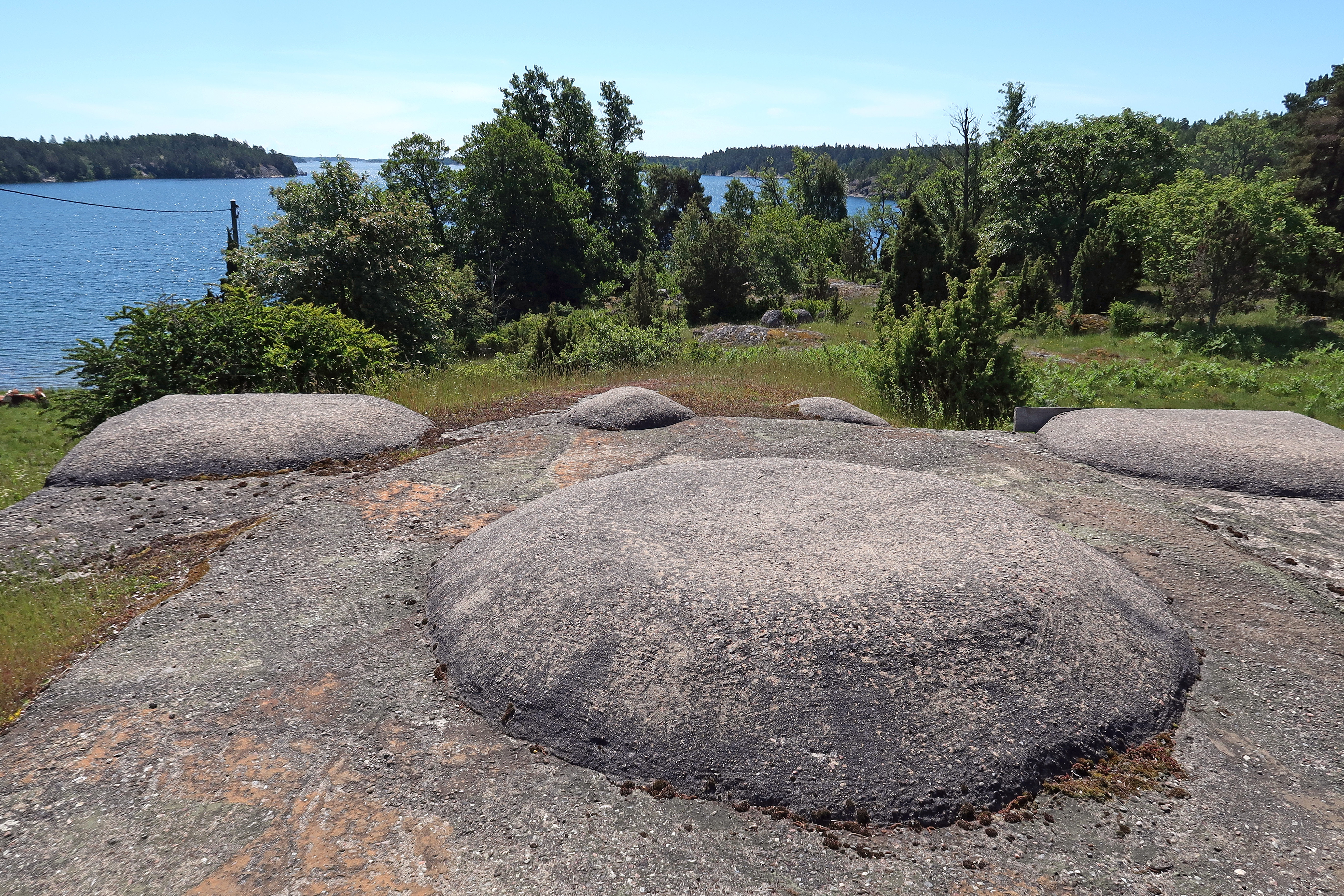

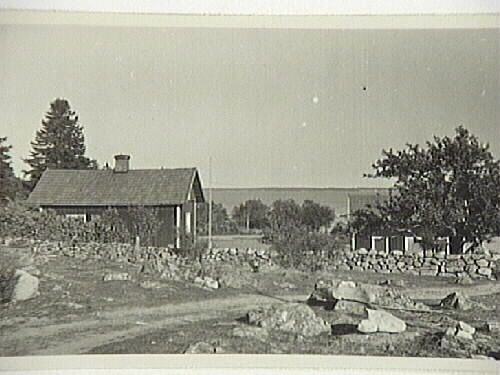
Horsvik med manbyggnad 1910.
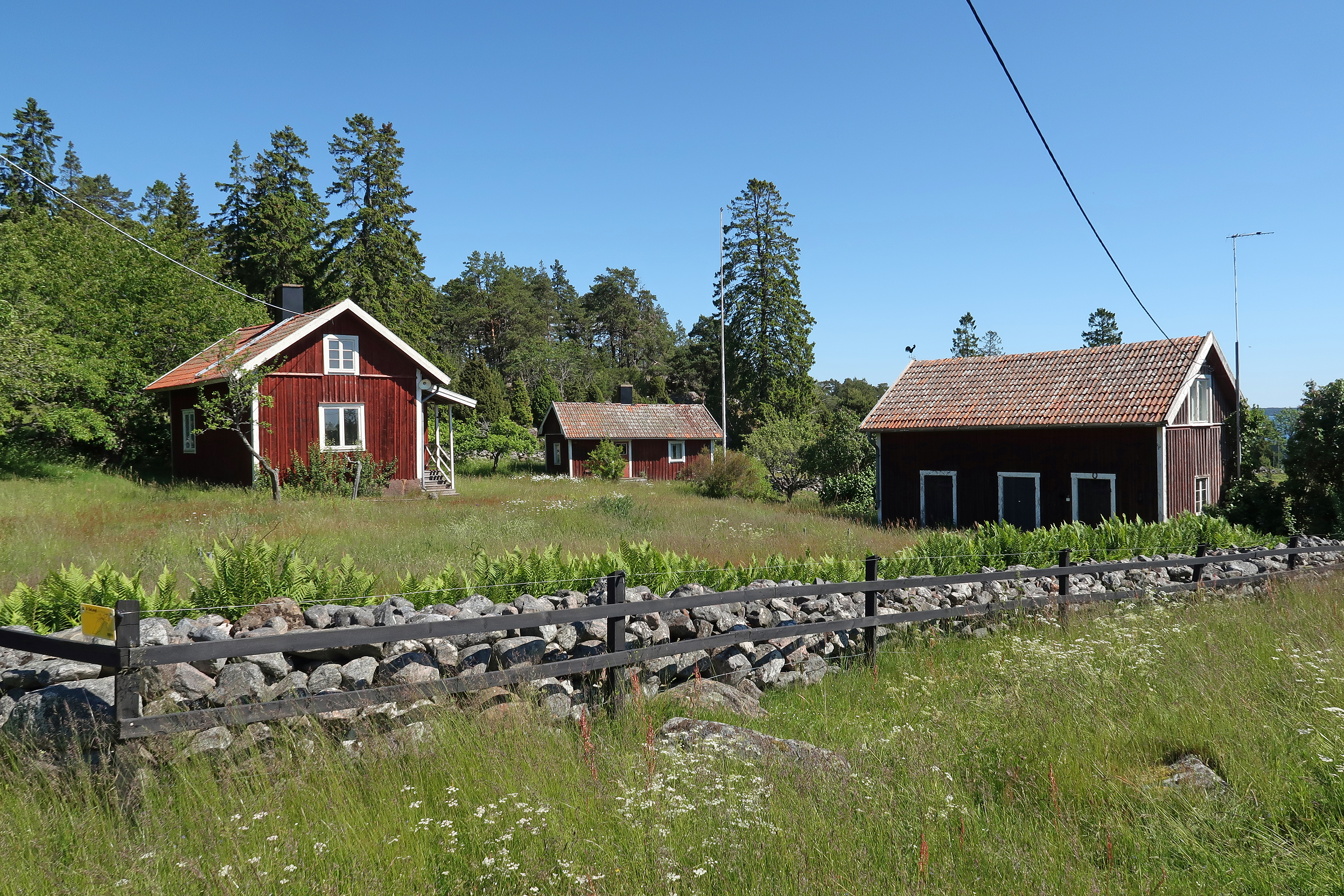
Horsvik i juni 2022.
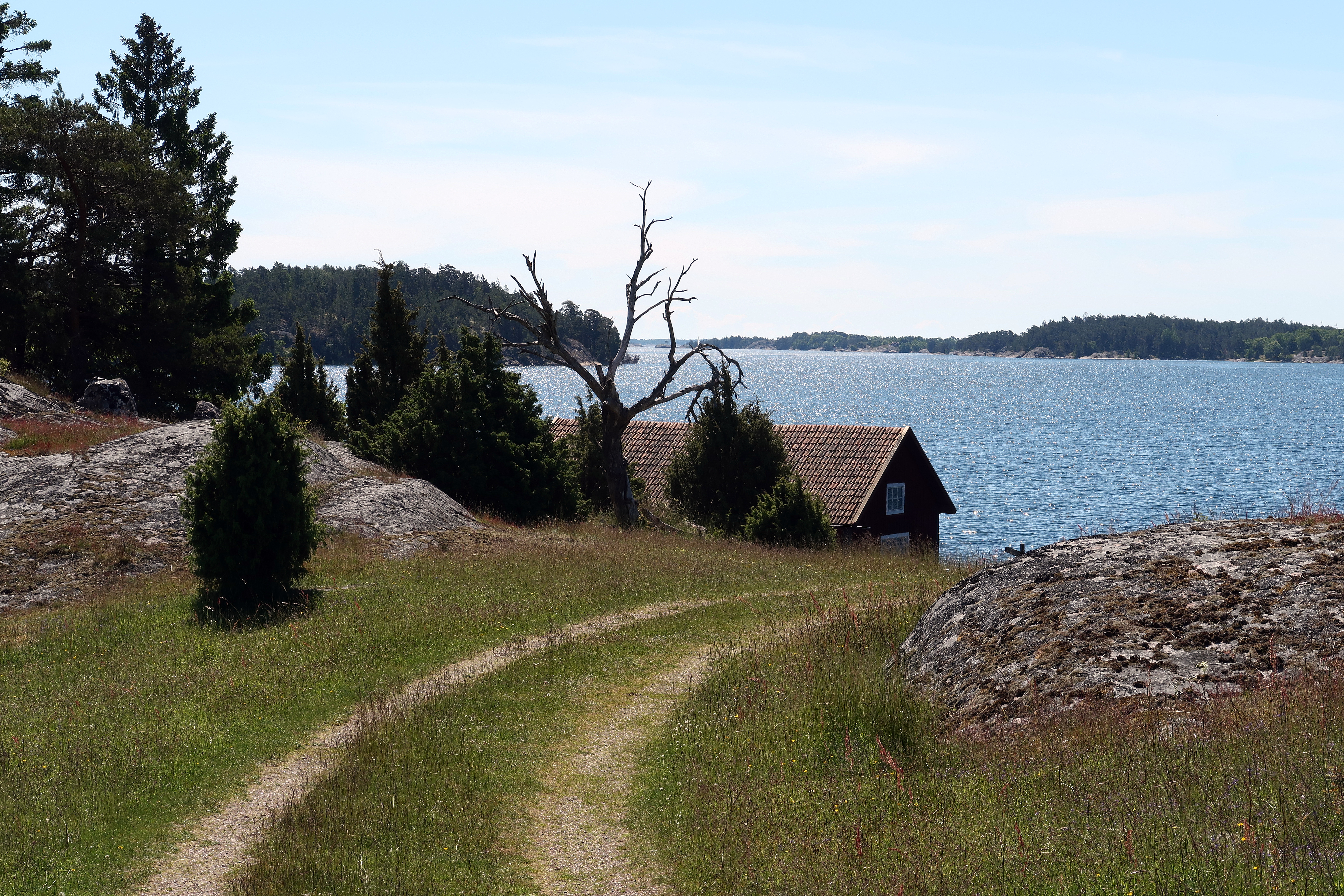